# Nuoto ai XIX Giochi del Mediterraneo - 400 metri misti maschili
La gara dei 400 metri misti maschili ai XIX Giochi del Mediterraneo si è svolta il 2 luglio 2022. Al mattino si sono svolte le batterie, mentre la finale si è disputata nel pomeriggio.

## Podio
| Pos. | Atleta                | Nazione  |
| ---- | --------------------- | -------- |
|      | Pier Andrea Matteazzi | Italia   |
|      | Anže Ferš Eržen       | Slovenia |
|      | Pietro Paolo Sarpe    | Italia   |

## Record
Prima della manifestazione il record del mondo (RM) e il record dei Giochi del Mediterraneo (RG) erano i seguenti.
|  | 4'03"84 | Michael Phelps   | 10 agosto 2008 Pechino |
|  | 4'10"53 | Oussama Mellouli | 29 giugno 2009 Pescara |

Durante la competizione non sono stati migliorati record.

## Risultati

### Batterie
| Pos. | Batteria | Corsia | Atleta                | Nazionalità | Tempo       | Note |
| ---- | -------- | ------ | --------------------- | ----------- | ----------- | ---- |
| 1    | 1        | 2      | Anže Ferš Eržen       | Slovenia    | 4'23"00     | Q    |
| 2    | 1        | 3      | Pietro Paolo Sarpe    | Italia      | 4'23"36     | Q    |
| 3    | 2        | 4      | Pier Andrea Matteazzi | Italia      | 4'23"56     | Q    |
| 4    | 2        | 3      | Tom Rémy              | Francia     | 4'24"40     | Q    |
| 5    | 1        | 4      | Alex Castejón Ramirez | Spagna      | 4'25"74     | Q    |
| 6    | 1        | 6      | Ramzi Chouchar        | Algeria     | 4'27"52     | Q    |
| 7    | 2        | 2      | Thomas Le Pape        | Francia     | 4'27"93     | Q    |
| 8    | 2        | 6      | Kaan Korkmaz          | Turchia     | 4'29"23     | Q    |
| 9    | 2        | 7      | Polat Uzer Turnalı    | Turchia     | 4'29"29     |      |
| 10   | 1        | 5      | Daniil Giourtzidis    | Grecia      | 4'29"58     |      |
| DNS  | 2        | 5      | Jaouad Syoud          | Algeria     | Non partito |      |

### Finale
| Pos. | Corsia | Atleta                | Nazionalità | Tempo   | Note |
| ---- | ------ | --------------------- | ----------- | ------- | ---- |
|      | 3      | Pier Andrea Matteazzi | Italia      | 4'13"83 |      |
|      | 4      | Anže Ferš Eržen       | Slovenia    | 4'19"63 |      |
|      | 5      | Pietro Paolo Sarpe    | Italia      | 4'20"41 |      |
| 4    | 6      | Tom Rémy              | Francia     | 4'21"42 |      |
| 5    | 2      | Alex Castejón Ramirez | Spagna      | 4'22"39 |      |
| 6    | 1      | Thomas Le Pape        | Francia     | 4'26"34 |      |
| 7    | 7      | Ramzi Chouchar        | Algeria     | 4'27"93 |      |
| 8    | 8      | Kaan Korkmaz          | Turchia     | 4'29"09 |      |